# Kinigi
Kinigi – miasto w Rwandzie; w prowincji Północnej; 11 530 mieszkańców (2012). 